# Tvååkersgränsen

Karta över Tvååker i Himle härad.

Tvååkersgränsen är en kulturell gräns som löper genom Halland som delar upp landskapet i ett nordligt västsvenskt och ett sydsvenskt område. Namnet kommer från Tvååkers socken som ligger i Varbergs kommun söder om Varberg.  
Mellan de båda delarna av Halland finns traditionella skillnader i dialekt, byggnadsskick, textilteknik, jordbruksredskapens utseende och brödvanor. I norr anknyter dialekterna  till västgötska och sydbohuslänska och i söder påminner målen mer om skånska.